# میزوآمه
میزوآمه یک مادهٔ شیرین کنندهٔ ژاپنی است که به معنای واقعی کلمه به صورت آب آبنبات ترجمه می‌شود و به صورت یک مایع شفاف، غلیظ و چسبناک است که به وسیله تبدیل نشاسته به قند تهیه می‌شود. میزوآمه به شیرینی واگاشی به منظور درخشندگی و زیبایی اضافه می‌شود و می‌تواند به عنوان عنصر اصلی در تمام شیرینی‌ها استفاده شود. میزوآمه از دید طرز تهیه و طعم بسیار شبیه به شربت ذرت می‌باشد.

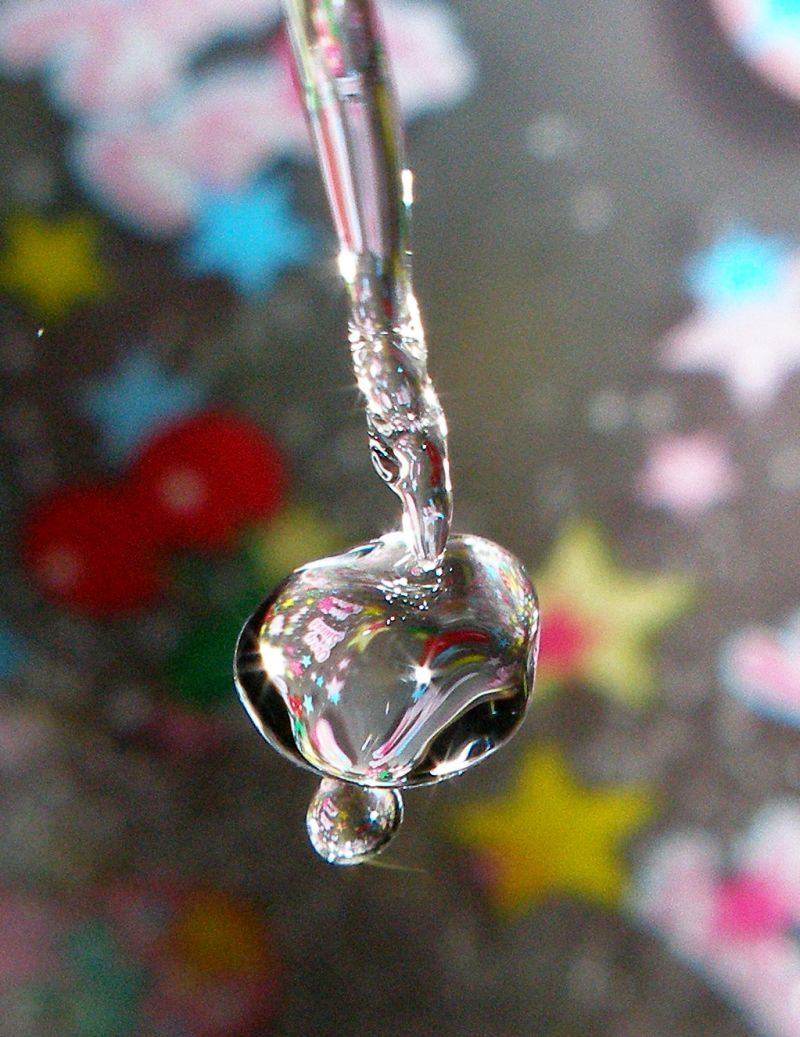
میزوآمه